# موضوع عائلي (مسلسل)
موضوع عائلي هو مسلسل مصري من 3 أجزاء تأليف أحمد الجندي ومحمد عز الدين وكريم يوسف. يضم نخبة من النجوم من بينهم ماجد الكدواني، محمد شاهين، سماء إبراهيم، رنا رئيس، طه دسوقي، محمد رضوان وفكرة وإخراج أحمد الجندي.

## الجزء الأول

### القصة
تدور أحداث المسلسل حول "إبراهيم"، وهو رجل في منتصف العمر، يعيش حياة بسيطة ومستهترة نسبياً، وذلك بعد خسارته لزوجته "ليلى" قبل نحو عشرين عاماً واتخاذه قرار عدم الارتباط من امرأة أخرى أو تحمل أية أعباء عائلية. فيما لا يستطيع "إبراهيم" نسيان ما فعله والد "ليلى"، حين أصرّ على انفصال ابنته عنه قبل وفاتها وأبعدها عنه قسراً إلى لندن. يتفاجأ "إبراهيم" بعد أكثر من 20 عاماً باتصال من حماه السابق حاملاً إليه نبأً مفاجئاً سيغيّر حياته إلى الأبد وهو ان لديه بنت من زوجة "ليلى" ويعيده مجدداً إلى الجو العائلي والمسؤوليات التي ظنّ بأنه لن يعيشها مجدداً.

### طاقم التمثيل
| - ماجد الكدواني : ابراهيم المحمدي. - رنا رئيس: سارة. - محمد شاهين: خالد سيف. - سماء إبراهيم: زينب. - محمد رضوان : رمضان حريقة. - طه دسوقي: حسن رمضان. | - إيناس كامل:نجلاء زوجة خالد - محمد القس: غازي. - لبنى محمود: راوية. - لي لي. - فؤاد محسن: عمر | ضيوف الشرف - عبد الرحمن أبو زهرة: منير سيف - بيومي فؤاد: شخصيته الحقيقية - علاء مرسي: ضيف شرف - عبد الرحيم حسن:نسيم الجوهري - صولا عمر: نهى | - أمينة خليل: ليلى أم سارة (ظهور خاص) - نبيل نور الدين:والد نجلاء - شيرين رضا: فريدة - حسام داغر - محمد سلام: ضيف شرف |

بالإشتراك مع:داليا الخولي: هند - هشام حسين: كريم - عيد أبو الحمد: فراش الشركة - باسم موريس عدلي: اشرف المحامي- أحمد شاهين: موظف بالشركة - مريم الجندي: سالي - يوسف الكدواني: دياب - نيرة عارف: مديرة الجامعة - أحمد سند: رجل أمن المطار - أحمد عسكر: سيد المزور - محمد قريش:ديلر القمار - جيهان خيري: إيناس - سلمى أمجد: بسنت - عمرو حسني: بلال - يوسف وهبي: تهامي - عمر أبو السعود: جارسون - نور الهجري: سامح - صبري الحجار: محامي خالد - أحمد مصطفى: مشتري 1 - أحمد القاضي: مشتري 2 - كمال الشريف: محامي - إبراهيم كامل: رجال الأمن - حسن سينا: رجال الأمن - أحمد فؤاد: رئيس الأمن - محمد شعبان:ويتر 2 - مايك بترو:عضو مجلس الإدارة - ماركو محمد:عضو مجلس الإدارة - نادر إلياس:رجل غازي1 - توماس:رجل غازي2 - رسلان:رجل غازي3 - شريف ممدوح:رجل غازي4 - أحمد عزت:نزار - كلوديا:موظغة الكازينو - عمر السعيد:ممرض التعقيم - ريهام أبو بكر:موظفة الإستقبال - مصطفى الأبيض:طبيب - ريتا:الخادمة الأفريقية - أحمد يسري:سمير - أحمد طالب عدنان:موظف الفندق - حسن قطب:دكتور الجامعة - ضياء علاء الدين:موظف السجل المدني - أمنية شاكر:أمنية مضيفة الطائرة - متولي:الجرسون

## الجزء الثاني
بعد مرور سنتين على لقائه بابنته، يحاول إبراهيم تقبّل فكرة رغبتها بالزواج، لكنّه يكتشف أنه قد لا يحيا ليرى يوم زفافها.

### طاقم التمثيل
| - ماجد الكدواني : ابراهيم المحمدي. - نور: د/ مريم الصفتي - رنا رئيس: سارة. - محمد شاهين: خالد سيف. - سماء إبراهيم: زينب. - محمد رضوان : رمضان حريقة. - طه دسوقي: حسن رمضان. - محمد القس: غازي. - ياسمين وافي: أم ليث. - لبنى محمود: راوية. - فؤاد محسن: عمر | ضيوف الشرف - معتز التوني: ضيف شرف ح1، 2 - بيومي فؤاد: ضيف شرف ح1 - نادر فؤاد: د / عماد ح1، 2 - صولا عمر: نهى ح1، 4 - حاتم صلاح: أيمن ح1 - مي كساب: ضيف شرف - شخصيتها الحقيقية ح3 - محمد حسني: زبون المطعم ح4 - نيللي كريم: ضيف شرف شخصيتها الحقيقية ح5 - أشرف زكي: ضيف شرف شخصيته الحقيقية ح5 - أمينة خليل: ليلى أم سارة (ظهور خاص) ح12 |

- الأطفال: آسر أنور: اسر بن مريم - مومن محمد رضوان: طفل

بالإشتراك مع:
أحمد خشبة: المخرج - مها مهدي: فادية الممرضة - خالد محروس: دكتور ولادة - حجاج كامل: دكتور - أحمد حافظ : إيهاب- ماكيل هانس: د. فيليب - لارا هانيمان: ماتروشكا - عبير طنطاوي: زوجة أيمن - مصطفى الرومي: مصطفى مساعد المخرج - راندا إبراهيم : أم كالوشا - عماد فريد:رئيس الجامعة - علي جمال الدين: أبو عبده البواب - منة عاجل: منار الممرضة - أنغام الغلومي: منة - أسلام منصور: مساعد المخرج - أبانوب بولس: جرسون - عمرو هنداوي: رجل البار - محمد عبد السيد: دسوقي - أحمد إبراهيم: سائق - حلمي محروس: سفرجي - نادر ألياس :رجل غازي 1 - توماس: رجل غازي2 - محمد نبيل: بلبل - باتريتشا أودري:كارمن - محمد بيومي: خيري - محمد صبري رئيس العصابة: محمود أسو&دهبة أبو الدهب&محمود مرسي:رجال العصابة - وليد المغازي&محمد أشرف&أحمد عصام&مصطفى محمد (طوفي):أصحاب حسن - حلا زلط :جومانا - حلا زلط: چومانا - محمد الهجرسي: المأذون - أحمد طارق: جارسون - شهد صالح&سارة حسام&هنا طارق:ممرضات - عمر سعيد: ممرض
- أغنية بنت أبويا: غناء :هنا يسري - كلمات: منة عدلي القيعي - ألحان: إيهاب عبد الواحد - توزيع موسيقي: نادر حمدي - جيتار: شريف فتحي - مكساج وماستر:نادر حمدي

## وصلات خارجية
- موضوع عائلي على موقع قاعدة بيانات الأفلام العربية